# Rampó
Rampó (* um 770; † um 825) war fränkischer Graf von Barcelona im heutigen Katalonien. Er ist von 814 bis 822 bezeugt.
Nach der gewaltsamen Absetzung des Grafen Berà hielt es Kaiser Ludwig der Fromme für klüger, seine Grafschaft einem Adligen zu übertragen, der nicht von den örtlichen Streitigkeiten in der Spanischen Mark betroffen war. Er wählte den Franken Rampó, der bereits Kaiser Karl dem Großen treu gedient haben musste, denn Rampó war es nach dem Bericht des Astronomus, Vita Hludowici, cap. 21, der von Aachen aus mit der Todesnachricht Karls zu dessen Sohn Ludwig dem Frommen, im Jahre 814 König von Aquitanien, geschickt wurde. Als Rampó nach Orléans gekommen war, erriet dort allerdings Bischof Theodulf von Orléans den Grund seiner Reise und kam Rampó mit einem eigenen Boten an Ludwig den Frommen zuvor.
Neben der Grafschaft Barcelona herrschte Rampó auch über die Grafschaften Girona und Besalú. Auf Befehl des Hofes in Aachen eroberte er von den Mauren besetzte Gebiete bis zum Fluss Segre. Zu seinem Nachfolger wurde Bernhard von Septimanien bestimmt, der 827 erstmals als Graf von Barcelona bezeugt ist.